# Brahmaea spectabilis
Brahmaea spectabilis är en fjärilsart som beskrevs av Hope 1841. Brahmaea spectabilis ingår i släktet Brahmaea och familjen Brahmaeidae. Inga underarter finns listade i Catalogue of Life.